# Liste der osttimoresischen Botschafter in Brunei

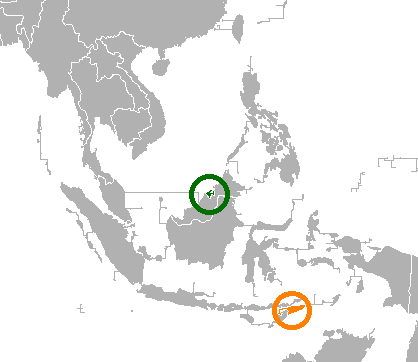
Brunei (grün) und Osttimor (orange)

Diese Liste führt die osttimoresischen Botschafter in Brunei auf. Die Botschaft befindet sich in No. 18, Simpang 612, Jalan Muara, Kampong Salambigar BC1515, Brunei and Muara District.

## Hintergrund

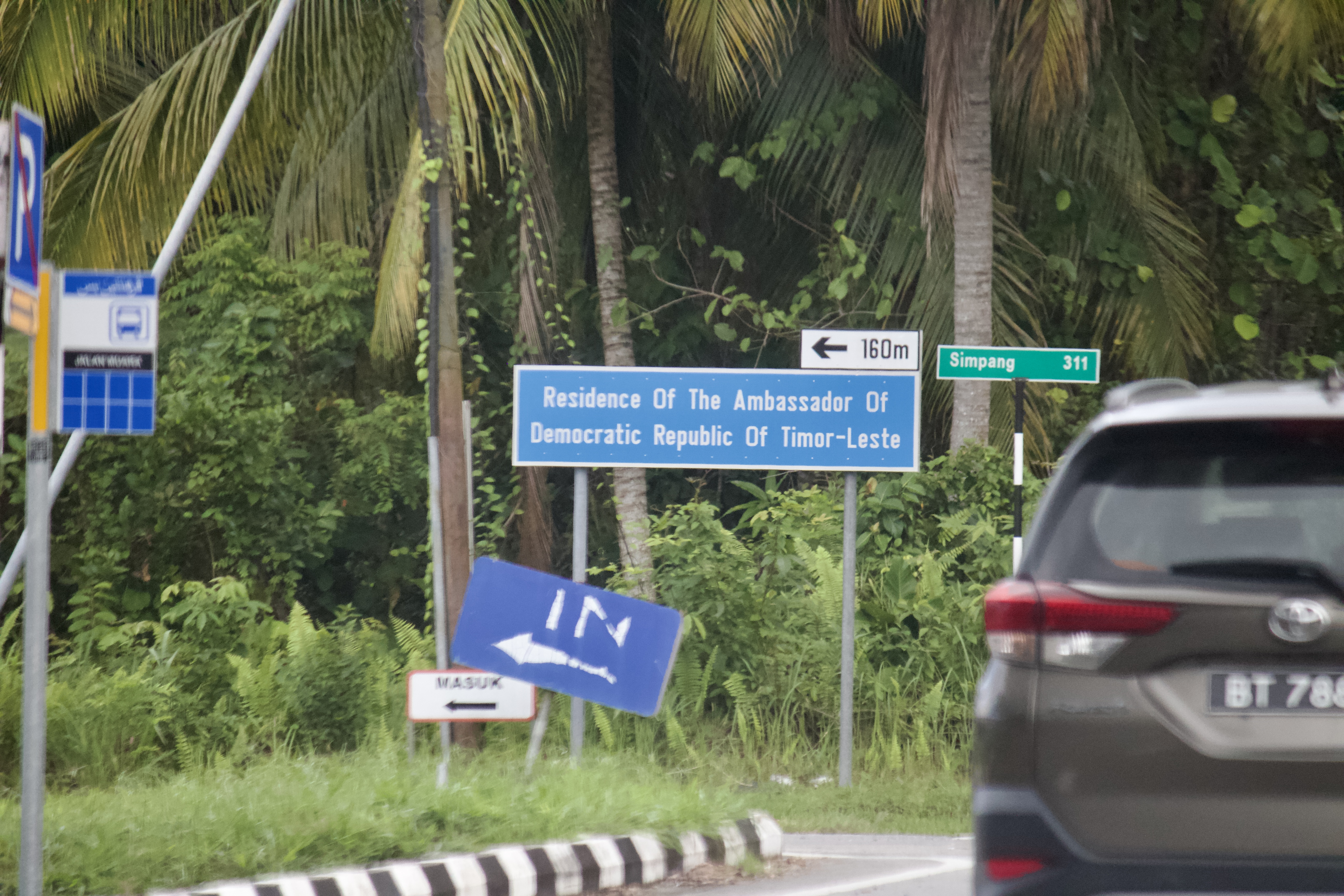
In Bandar Seri Bengawan

2009 wurde mit Roberto Soares von Staatspräsident José Ramos-Horta der erste Botschafter Osttimors in Brunei ernannt. Seinen Sitz hatte er noch in Singapur. Marçal Avelino Ximenes war der erste osttimoresische Botschafter mit Sitz in Brunei.
| Foto | Name                   | Amtszeit         | Anmerkungen |
| ---- | ---------------------- | ---------------- | --- |
|      | Roberto Soares         | 2009–2012        | Erster Botschafter Osttimors in Brunei. Sitz in Singapur. Ernennung: 29. Januar 2009. Akkreditierung: 19. Oktober 2010. |
|      | Eminio da Silva Pinto  |                  | Chargé d’Affaires ad Interim                                                                                            |
|      | Marçal Avelino Ximenes | 2016/2017 – 2020 | Ernennung: 15. Dezember 2016 Akkreditierung: 15. Februar 2017 Verabschiedung: 9. Dezember 2020                          |
|      | Abel Guterres          | seit 2021        | Ernennung: 13. Juli 2021                                                                                                |